# Champdivers
Champdivers ist eine französische Gemeinde mit 445 Einwohnern (Stand 1. Januar 2022) im Département Jura in der Region Bourgogne-Franche-Comté. Sie gehört zum Arrondissement Dole und zum Kanton Tavaux. Champdivers ist Mitglied im Gemeindeverband Grand Dole.

## Geographie
Die Gemeinde liegt rund zwölf Kilometer südwestlich der Arrondissement-Hauptstadt Dole. Die Nachbargemeinden sind Tavaux im Norden, Molay im Osten, Rahon und Saint-Baraing im Südosten, Chaussin im Süden, Peseux im Südwesten und Saint-Aubin im Nordwesten.
Das Gemeindegebiet wird vom Fluss Doubs durchquert, an der nordwestlichen Grenze verläuft die Départementsstraße D673 (früher:Route nationale 673) nach Dole.

## Bevölkerungsentwicklung
| Jahr                       | 1962 | 1968 | 1975 | 1982 | 1990 | 1999 | 2005 | 2018 |
| Einwohner                  | 257  | 264  | 245  | 385  | 413  | 435  | 441  | 433  |
| Quellen: Cassini und INSEE |      |      |      |      |      |      |      |      |